# Albania en los Juegos Olímpicos de Los Ángeles 2028
Albania participará en los Juegos Olímpicos de Los Ángeles 2028. Responsable del equipo olímpico es el Comité Olímpico Nacional de Albania, así como las federaciones deportivas nacionales de cada deporte con participación.